# Conure de Socorro
Psittacara brevipes
Espèce
Statut de conservation UICN

 DD  : Données insuffisantes
La Conure de Socorro (Psittacara brevipes, anciennement Aratinga brevipes) est une espèce d'oiseaux appartenant à la famille des Psittacidae.

## Description
Avec son plumage vert, cet oiseau ressemble beaucoup à la Conure verte dont elle a longtemps été considérée comme une simple sous-espèce. Toutefois, il présente une taille plus modeste, des tarses plus courts et un plumage plus foncé.

## Taxinomie
Suivant une étude phylogénique de Remsen et al. (2013), le genre Aratinga est entièrement redéfini pour être monophylétique. Le Congrès ornithologique international répercute ces changements dans sa classification de référence version 3.5 (2013), et la Conure de Socorro est déplacée vers le genre Psittacara.